# FAKKU!
FAKKU!（ファック）は、アメリカ合衆国の成人向け漫画販売サイトおよび出版社。日本の成人向け漫画を多く取り扱っている。

## 概要
アメリカ合衆国における最大の「ヘンタイ」ジャンルの出版社となっており、1か月で10億の閲覧数を誇る公式サイトには9万人のユニークユーザーが来訪する。ワニマガジン社と提携しており、如月群真やCuvieの作品が公式配信されている。
日本からアクセスできない「18歳未満禁止の大型会員制サイト」であり、日本の成人向け漫画の英語版を読み放題として数十万規模の有料会員を抱え、さらに紙の単行本も続々刊行している。
電子書籍販売ではサブスクリプションをメインで採用し、公式サイトには広告を掲載せず、版元である日本の出版社の作品を横断して取り扱っている。
通常、外部委託とする翻訳者を正規社員として雇用していることから、その商業的成功ぶりがうかがえる。
アメリカにおいて過去、複数の出版社が日本の成人向け漫画を出版していたが、現時点で新作も含めて継続的に出版しているのはこの会社のみである。
2006年の当初は、権利者の許可を取らずに作品をインターネットにアップロードしていたが、2014年に日本の出版社から警告を受けた後は契約を交わし、現在は正式なライセンス契約のもとで出版事業をおこなっている。